# ホワイトサンズ国定記念物
ホワイトサンズ国立公園（ホワイトサンズこくりつこうえん、英：White Sands National Park）は、アメリカ合衆国ニューメキシコ州オテロ郡にあるアラモゴードの南西およそ25 km (15 mi)、標高約1,200 m (4,000 ft) に位置する白い大砂丘地帯。
アメリカ合衆国国立公園に指定されている。山に囲まれたトゥラロサ盆地にあり、石膏の結晶でできた約710 km2 (275 mi2) の広大な白い砂丘の南部から成る。

## 歴史

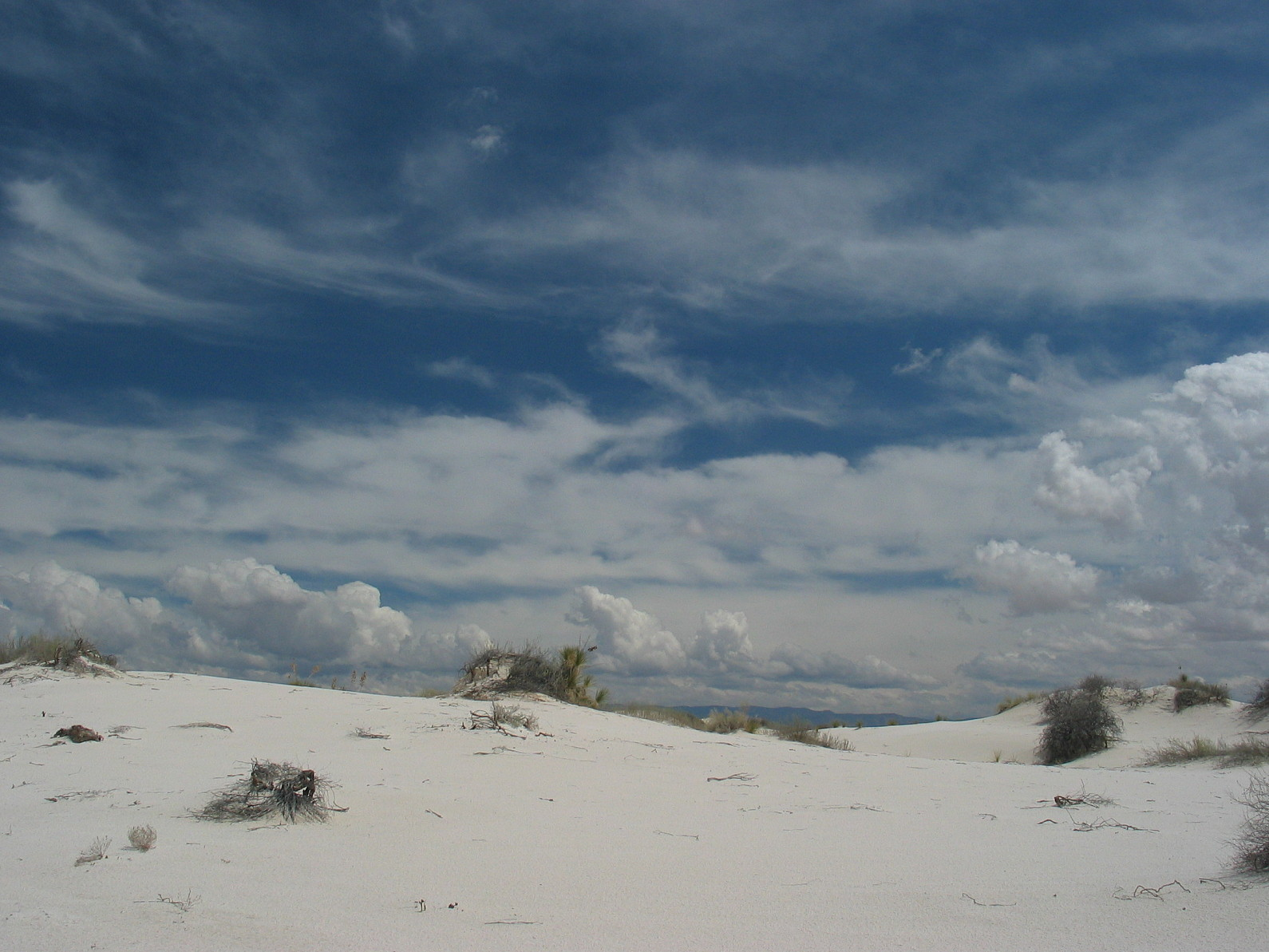
ホワイトサンズNMのまばらな植物

1933年1月18日に、ハーバート・フーバー大統領が1906年の古物保存法の権限の下でホワイトサンズ国定記念物を設置した。
アメリカ合衆国が1876年に独立100周年を迎えるのを前にして、それを記念する遺産登録事業が考えられたが、アメリカはまだ若い国であったためヨーロッパのような伝統的な建築、芸術、文学のような文化遺産があまりにも少なかった。そこで、当時の指導者達は、特にアメリカ西部で見つかる壮大な景観を国の誇りとして登録してはどうかと考えた。アメリカにおける国立公園の興りである。さまざまな自然遺産を国立公園として登録することは、そこに訪れる観光客に対するサービスを提供する業者などを近隣へ誘致し、雇用を創出することになったため、地元に少なからぬ経済効果をもたらした。このため、各州の政治家達は地元に国立公園を設立しようとする提案をこぞって提出するようになった。これは、ホワイトサンズ国定記念物があるニューメキシコ州も例外ではなかった。
1912年にA・B・フォール上院議員がサクラメント山脈一帯を含むメスカレロ国立公園を請求したが、指定されると狩猟が制限されインディアンの生活が脅かされることになるためにほとんど支持を得られることなく、この一帯はリンカーン国有林の一部に統合されることになった。フォール上院議員が内務長官に就任した後の1921年に、同議員は再びオール・ウェザー国立公園という野心的な国立公園案を考えたが、あまりにも広大で趣旨に一貫性のない案であったため反感を買い、やはり早々に計画は消えていくことになる。しかし、この国立公園案の一部に含まれていたホワイトサンズが脚光を浴び、国立公園に推挙されることになる。推進派のリーダーであったトム・チャールズは「ホワイトサンズのこの雪花石膏の砂丘の美しさと壮麗さは他に類を見ない」としてホワイトサンズの国立公園指定に熱意を傾け、砂丘の価値についての彼の認識も正確であることもわかった。国立公園局 (National Park Service, NPS) による研究の結果、砂丘は国立公園の基準を満たさないかもしれないが、国定記念物として維持するのに理想的な場所だと断定された。ニューメキシコ議会代表派遣団の全面的な支援により、フーバー政権の終わり頃にホワイトサンズの国定記念物としての指定が成し遂げられた。その後、2019年に国立公園に昇格された。

## 解説

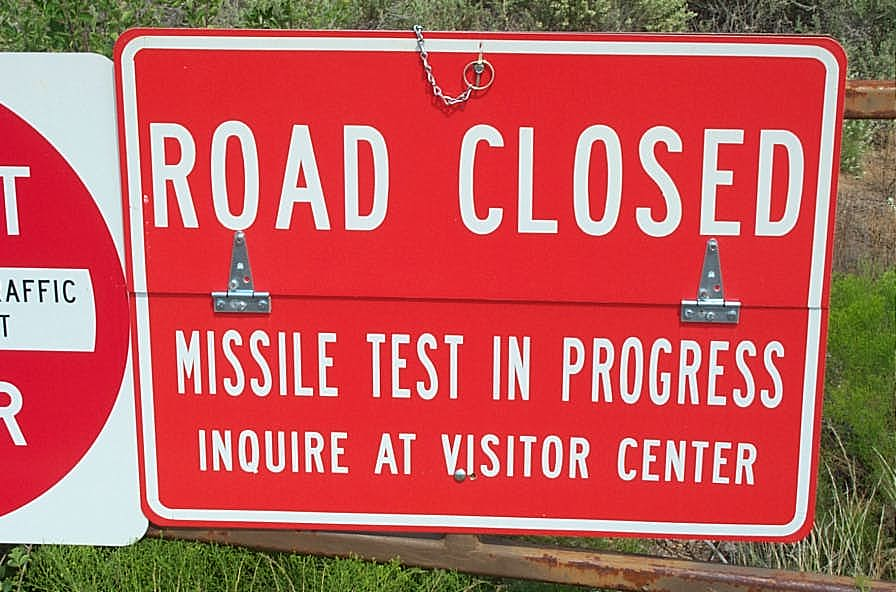
道路を閉鎖する標識。

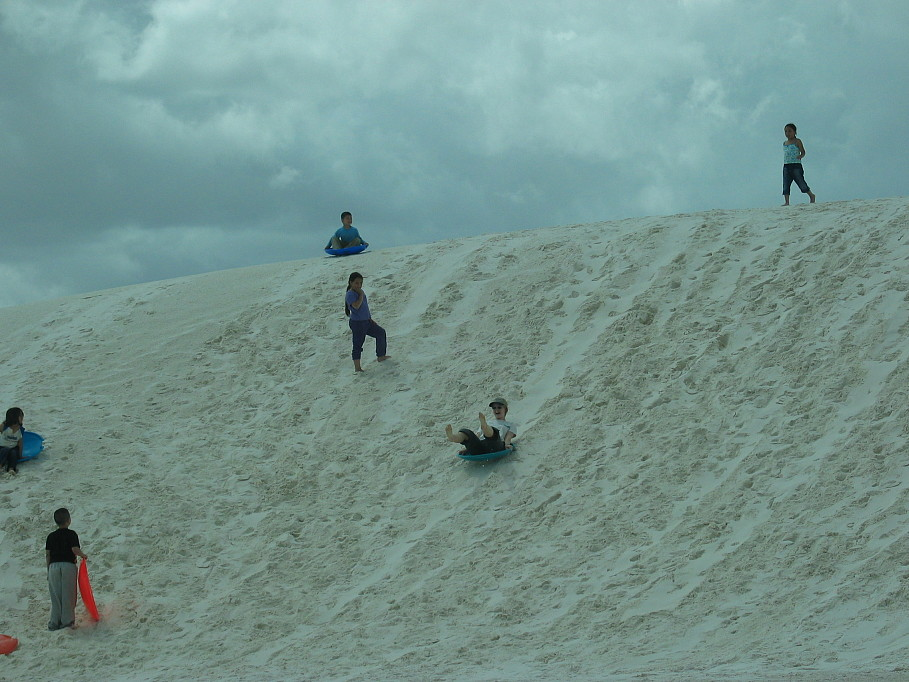
そり滑りに興じる子供達

石膏は水溶性であるため、めったに砂の形で見つかることがない。通常、雨が石膏を溶かし、それを海へ運ぶが、トゥラロサ盆地には海に注ぐ川がないため周囲のサン・アンドレス山脈とサクラメント山脈から石膏を溶かした雨は盆地に留まり、地面にしみ込むか浅い池を作る。その後乾燥し、地表に透明石膏と呼ばれる結晶様の石膏を残す。最後の氷期の間に、オテロ湖と呼ばれる1,600 mi2にも及ぶ湖が盆地を広く覆っていたが、それが乾燥した跡に現在アルカリ平地になっている透明石膏の結晶の大きな平地を残した。干上がったオテロ湖の湖底の一部であるルセロ湖は、およそ10 mi2 (16 km2) の面積を持つプラヤである。ルセロ湖は、国定記念物の南西の角にあるトゥラロサ盆地で最も低い地点の1つで、時折水でいっぱいになる。入口から南西15.5 mi (25 km) に位置するため徒歩で近づくのが困難であるため、ホワイトサンズ・ミサイル実験場側からレンジャーの案内によるツアーがある。
アルカリ平地とルセロ湖岸に沿った地面は、最高3 ftに達する透明石膏の結晶で覆われている。風化と浸食が結晶を砂状に砕き、それを南西からの強風が持ち去って白い砂丘を作る。石膏の砂は最初は透明だが、砂粒同士が擦れ合って傷ができ、それによって光を通しにくくなるため白くなっていく。砂丘は絶えず形を変え、1年間に約30 ft (9 m) ずつ風下に向かって南西から北東へゆっくり移動する。砂丘の行く手で砂が植物を覆ってしまうが、若干の種類の植物は、砂丘によって埋められることを避けるのに十分な速さで成長することができる。
石英を主成分とする砂状結晶でできている砂丘とは異なり、最も暑い夏季にさえ、石膏は太陽のエネルギーをすぐには熱に変えず、素足でも問題なく歩くことができる。自動車でアクセスできる地域では、子供たちはそり滑りのために砂丘をよく利用している。ホワイトサンズ国立公園は完全にホワイトサンズ・ミサイル実験場の中にあるので、ニューメキシコ州ラスクルーセス及びアラモゴード間の国道70号線と国立公園は、ミサイル実験場でテストが行われる際に安全理由のために閉鎖される。この閉鎖は平均して1 - 2時間の間、だいたい週に2回ほど起こる。

### 動植物

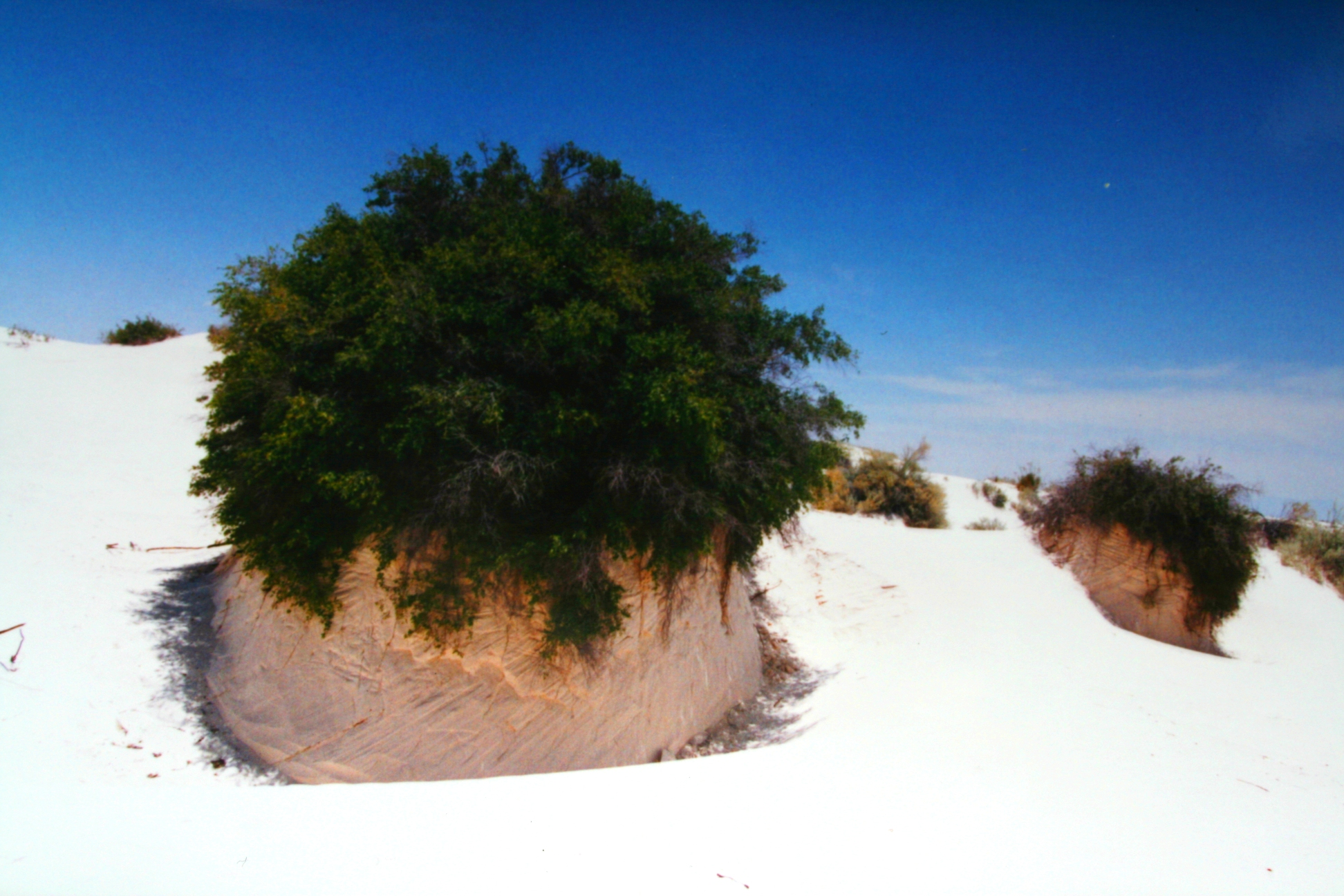
石膏植物スタンド（砂丘の移動で砂に覆われないように、茎に石膏を纏わせて台のようにして自分を支えて伸び続けている）

ホワイトサンズ国立公園では、鳥類210種、哺乳類44種、爬虫類26種、両生類6種、昆虫ほぼ100種、植物60種が報告されている。

#### 植物
ここに生息する植物の大多数は乾燥に強いことに加え、石膏含有量が高く、アルカリ性で養分の少ない土壌に適していなければならない。さらに、夏季にはしばしば100 °F(38℃) を超え、冬季には氷点下にもなる気温の極端な変動のみならず、砂丘の移動によって砂の中に埋められることにも耐えなければならない。北アフリカ、地中海及び中東原産のギョリュウ又はソルトシダーと呼ばれる外来植物が観賞植物又は浸食対策のために1950年代に輸入されたが、この植物が野生植物の住処を奪おうとしている。ギョリュウは、乾燥した気候に非常に適しており、非常に塩分が高く養分の少ない土壌でも育つ生命力の高い植物である。結果として葉などに塩分が蓄積することになり、これが地面に落ちると土壌の塩分を更に高める結果になる。また、土中の水分を強力に吸い上げるため、他の植物の水分のみならず、トゥラロサ盆地固有種であるホワイトサンズ・パプフィッシュの住処をも奪ってしまう恐れもある。ギョリュウには栄養があまりなく、食べる動物もほとんどいないことなどから益する部分も少なく、生態系への影響を食い止めるために数を減らそうとする努力が続けられている。

#### 動物

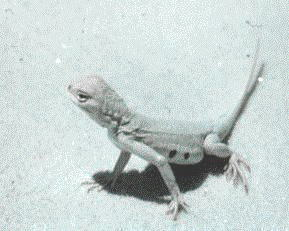
敵から身を守るために体表皮が白くなったトカゲの一種。

他の砂漠と同様に、ここで生きる動物の大部分は夜行性である。水分を節約し、熱を最大限避けるために、多くの動物は日中は地中にいる。食物を捜すために日暮れ後、巣穴から出てくる。彼らの生命活動の証拠は、翌朝、砂の上で見つけることができる。ハイキング・コースの砂丘生物自然コースは、動物の足跡と徴候を捜すのに適した場所である。砂丘が白いため、夜であっても少しでも色の濃い生物は簡単に見つけられて捕食されてしまうため、いくつかの種は自らの表皮を白く変えた。トゥラロサ盆地の珍しい固有種も生息し、ホワイトサンズ・パプフィッシュがその代表例である。しかしながら、本来アフリカに生息する外来種であるオリックスが1969年から1977年の放牧の結果、この地方に野生化して生息している。原産地のアフリカではライオンなどの肉食獣がオリックスの天敵となって個体数を自然にコントロールしていたが、この地方にいるコヨーテやクーガーのような捕食者では個体数を減らす効果は低く、オリックスの個体数は増える一方であり、地元の生態系への影響が懸念されている。

## 施設概要
ホワイトサンズ国立公園の開園時間は、ビジター・センターが8:00 - 18:00、デューンズ・ドライブへの立ち入りは7:00 - 21:00（冬季は7:00 - 日没）となっており、それから1時間後にはすべての自動車は園外に出なければならない。入場料は、一般料金が5 ドルUSドルで、15歳未満は無料である。30 ドルの年間パスポートもある。また、特別ツアーは別料金で、ルセロ湖ツアーが3 ドル（15歳未満は1.50 ドル）、春と秋に催されるムーンライト自転車ツアーが5 ドル（15歳未満は2.50 ドル）となっている。

### デューンズ・ドライブ
デューンズ・ドライブ (Dunes Drive) は、ホワイトサンズ国立公園の入口にあるビジターセンターから砂丘に向かって12 km (8 mi) をわたって引かれている道路である。自転車の通行も許可されている。ただし、デューンズ・ドライブを外れて自転車や自動車で砂丘に入ることは禁じられている。

### ハイキング・コース

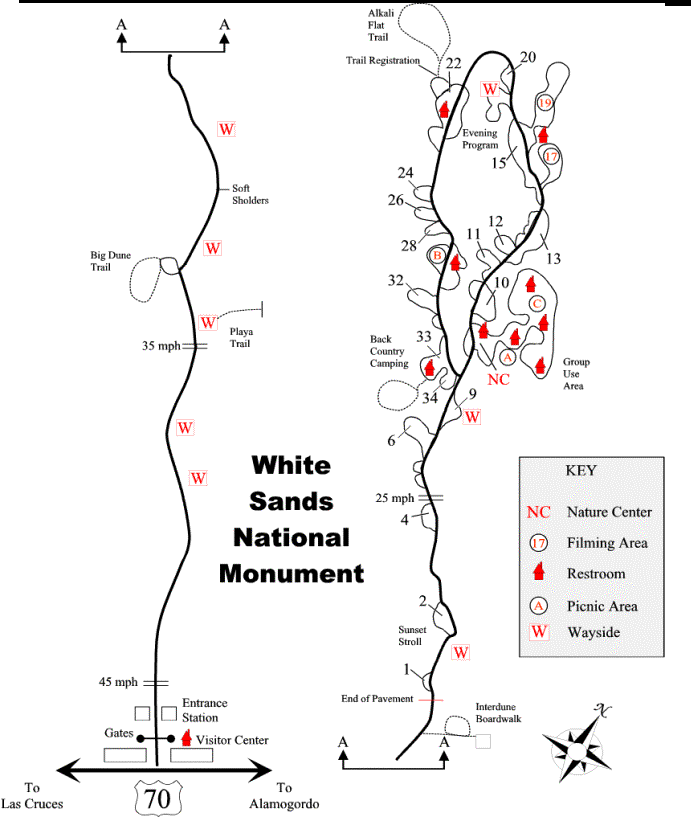
デューンズ・ドライブの詳細地図。図中のBig Dunes Trailが現在のDune Life Nature Trailに相当。

デューンズ・ドライブの途中にある次の4つのコースで徒歩によって砂丘を探検できる（位置は地図参照）。4つのコースの合計総延長は6.2 mi (10 km) ある。夏季には、レンジャーの案内によるオリエンテーションと自然散策もある。様々な年齢層に特有の活動として、この公園はジュニア・レンジャー・プログラムに参加している。
入場者はこれら4つのコースに限らず、ホワイトサンズ国立公園のどこでも歩くことができる。しかし、砂漠という厳しい環境と気象条件下でのハイキングには相応の危険も伴う。このため、砂丘に入る前に食事を摂ること、1人あたり1日最低1ガロン（3.8リットル）の十分な水と軽食の携行、歩きやすい靴の着用が強く勧められている。また、白い砂は日光を反射するため日焼け止めとサングラスの使用も勧められている。入口のビジターセンターを過ぎてしまうと園内で水を得られる場所はなく、砂丘に入ってから渇きを感じたときには既に脱水症状を起こしているため常に水分を補給している必要があり、特に水の用意は必須である。
砂丘では似たような景色が続くため、あらかじめ定められたコースを含めて砂丘に立ち入る場合には背の高いもの、例えば入口にある給水塔や山脈の景色で方角と自分の位置を確認してから立ち入るよう薦められており、コースを外れる場合にはコンパスも必携である。また、春には強風が吹くため、砂塵で視界が2〜3 ft (60〜90 cm）に遮られてしまうこともあり、足跡もすぐに消えてしまうため簡単に自分の位置を見失ってしまう。このため、目印に立てられているポールが見えなくなったときはすぐに引き返すように指導されている。

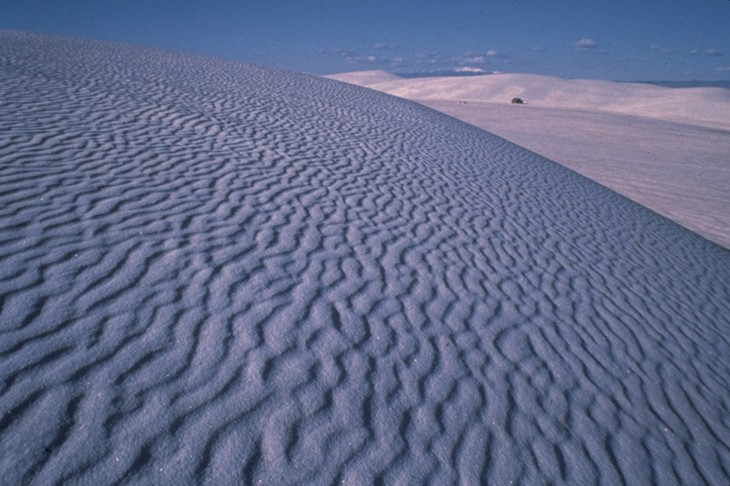
ホワイトサンズNMの砂丘の上からの眺め

アルカリ平地コース (Alkali Flat Trail)ビジターセンターから7 mi (11.2km) の距離にあるコース長4.6 mi (7.4 km) の周回コース。ビジターセンターから最も離れた場所にあるコース。植物の生えていない広大なアルカリ平地の風景を眺めるのに向いているコースである。4つのコースの中でもっとも長いため、コースに入る者は署名してからでなければ立ち入ることができず、日没までに戻ってきたことがわかるように戻った時刻を記入して公園管理官に無事を知らせる必要がある。
砂丘生物自然コース (Dune Life Nature Trail)ビジターセンターから2.75 mi (4.4km) の距離にあるコース長1 mi (1.6km) の周回コース。自然観察のためのコース。コースの最初に園内と周辺の砂漠に生息する動植物について記された小冊子が置いてあり、無料で貸しだしている。小冊子は帰りに返却しなければならないが、持って帰りたい場合は50セントを支払えばよい。
インターデューン遊歩道 (Interdune Boardwalk)ビジターセンターから4.5 mi (7.2km) の距離にあるコース長650 yd (585 m) の往復コース。高さがある板張りの道が整備されており、車椅子やベビーカーで利用できる唯一のコースである。遊歩道のところどころに情報を記した看板や休憩用のベンチが備えられている。
プラヤコース (Playa Trail)ビジターセンターから2.5 mi (4 km) の距離にあるコース長 500 yd (457 m) の周回コース。小さなプラヤに通じる、短い、平坦なコースである。プラヤとは、大雨が降ったときに水が溜まる低地のことである。1年のうちの大部分は乾燥している。

### 禁止・注意事項
園内の砂を持ち帰る行為、植物を摘み取ったり踏み荒らしたりする行為、動物に危害を加えたり捕獲したりする行為はすべて禁止されている。これらはすべてアメリカ合衆国の法律により保護されている。ペットの放し飼いもペット自身の安全と他の利用者への配慮のために禁じられている。また、公園上空はミサイルの試験のために定期的に軍用機が使用する。これらの試験で使用したミサイルや目標の破片が園内に時折落ちていることがある。金属片が小さなものであっても危険を伴う可能性があるため触れないよう指導されている。もし破片を見つけた場合は公園管理官に報告しなければならない。

## 地理

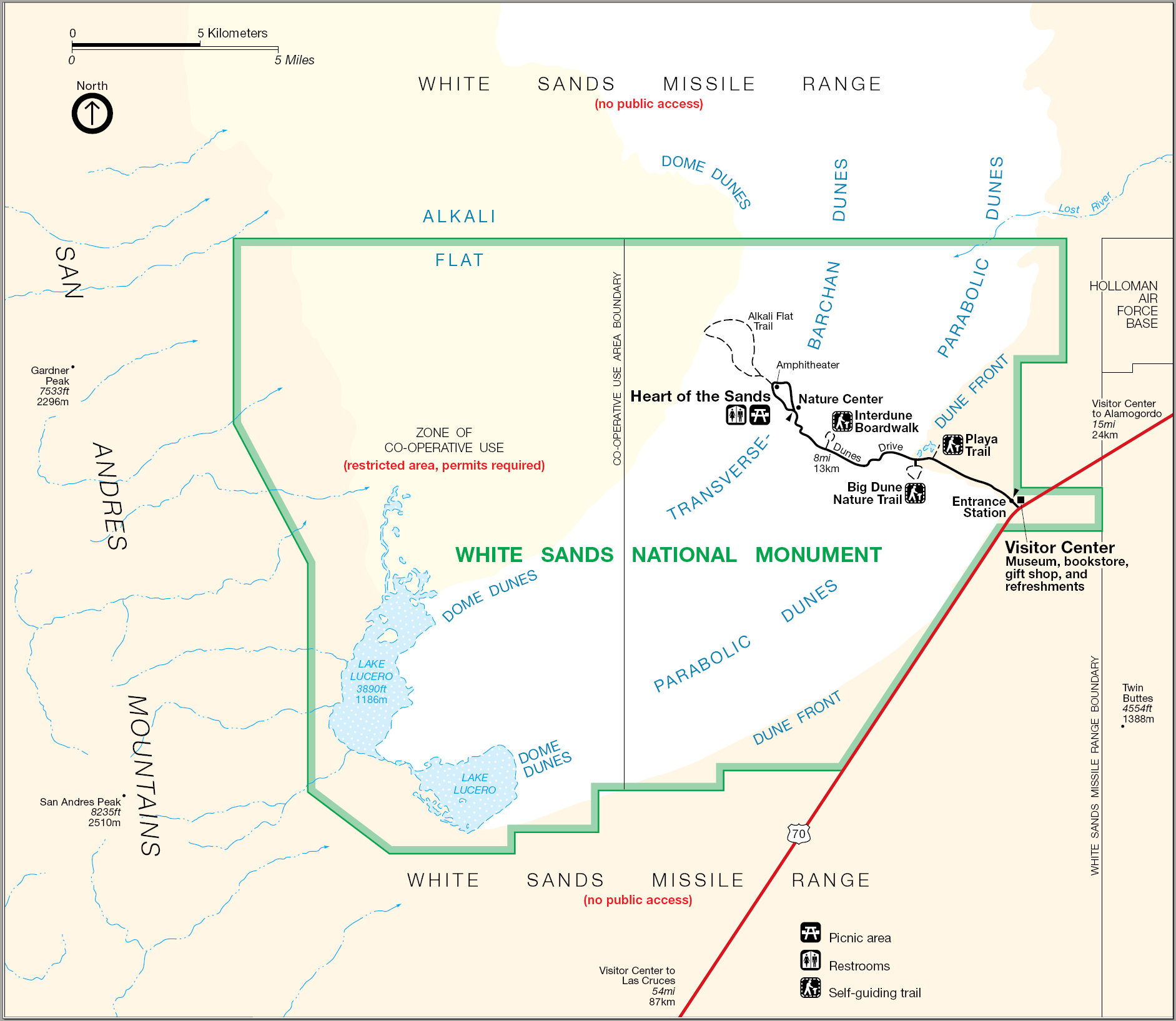
ホワイトサンズNMの地図

ホワイトサンズ国立公園の入口は、北緯32度46分42秒 西経106度10分19秒 / 北緯32.77833度 西経106.17194度に位置し、標高1,218 m (3,996 ft) にある。公園全体では海抜3,890 ftから4,116 ftの標高にあり、南西に向かって低くなっている。白い砂丘の総面積は710 km2 (275 mi2) あり、そのうち約 40 % にあたる km2 (115 mi2) がホワイトサンズ国定記念物に含まれている。国道70号線と国道82号線に面しており、東のアラモゴード又は西のラスクルーセスのどちらからでもアクセスできる。

### 主な高速道路
- アメリカ国道 70号線

### 近隣の都市
- ニューメキシコ州アラモゴード（東）
- ニューメキシコ州ラスクルーセス（南西）
- テキサス州エルパソ（南）

### 気候
高地砂漠地帯であるトゥラロサ盆地は、平均1,200 m (4,000 ft) の標高にあるため、時折急激な変化を伴う厳しい気象条件になりやすい。春は強風の季節であり、夏は平均気温 95°F(35℃) で時折100°F(38℃) を超すなど非常に暑くなる。冬は比較的穏やかであるが、夜間はしばしば気温が 32°F(0℃) を下回ることもある。降雪は稀であるが、これまでに大雪が降ったことがある。しばしば落雷と雹を伴う夏の雷雨で最も雨が多く降り、年間降水量は、平均およそ250 mm (10 in) になる。
|                  | 1月  | 2月  | 3月  | 4月  | 5月  | 6月  | 7月   | 8月   | 9月   | 10月  | 11月 | 12月 |
| ---------------- | ---- | ---- | ---- | ---- | ---- | ---- | ----- | ----- | ----- | ----- | ---- | ---- |
| 平均最高気温(°F) | 57   | 64   | 71   | 79   | 88   | 96   | 97    | 94    | 88    | 78    | 64   | 57   |
| 平均最低気温(°F) | 23   | 26   | 31   | 39   | 49   | 58   | 63    | 61    | 54    | 41    | 28   | 22   |
| 過去最高気温(°F) | 78   | 82   | 95   | 97   | 104  | 111  | 110   | 107   | 104   | 97    | 86   | 83   |
| 過去最低気温(°F) | -25  | -14  | -19  | 11   | 20   | 38   | 45    | 38    | 30    | 13    | -12  | -8   |
| 平均降水量(in)   | .60” | .39” | .27” | .29” | .49” | .89” | 1.41” | 2.07” | 1.44” | 1.09” | .68” | .79” |